# Weltmeisterschaften im Modernen Fünfkampf 2007
2007 fanden die Weltmeisterschaften im Modernen Fünfkampf bei den Herren und bei den Damen in Berlin, Deutschland, statt.

## Herren

### Einzel
| Platz | Land     | Sportler       |
| ----- | -------- | -------------- |
| 1     | Ungarn   | Viktor Horváth |
| 2     | Russland | Ilja Frolow    |
| 3     | Ungarn   | Róbert Németh  |

### Mannschaft
| Platz | Land        | Sportler                                      |
| ----- | ----------- | --------------------------------------------- |
| 1     | Deutschland | Steffen Gebhardt Eric Walther Sebastian Dietz |
| 2     | Tschechien  | David Svoboda Michal Michalík Libor Capalini  |
| 3     | Ungarn      | Viktor Horváth Sándor Fülep Gábor Balogh      |

### Staffel
| Platz | Land                | Sportler                                      |
| ----- | ------------------- | --------------------------------------------- |
| 1     | Deutschland         | Steffen Gebhardt Eric Walther Sebastian Dietz |
| 2     | Volksrepublik China | Cao Zhongrong Xu Yunqi Qian Zhenhua           |
| 3     | Tschechien          | David Svoboda Michal Michalík Ondřej Polívka  |

## Damen

### Einzel
| Platz | Land        | Sportlerin         |
| ----- | ----------- | ------------------ |
| 1     | Frankreich  | Amélie Cazé        |
| 2     | Deutschland | Lena Schöneborn    |
| 3     | Litauen     | Laura Asadauskaitė |

### Mannschaft
| Platz | Land        | Sportlerinnen                                                   |
| ----- | ----------- | --------------------------------------------------------------- |
| 1     | Belarus     | Tazzjana Masurkewitsch Hanna Archipenka Nastassja Samussewitsch |
| 2     | Deutschland | Janine Kohlmann Lena Schöneborn Eva Trautmann                   |
| 3     | Russland    | Ljudmila Sirotkina Tatjana Muratowa Jewdokija Gretschischnikowa |

### Staffel
| Platz | Land                   | Sportlerinnen                                      |
| ----- | ---------------------- | -------------------------------------------------- |
| 1     | Vereinigtes Königreich | Katy Livingston Lindsey Weedon Mhairi Spence       |
| 2     | Polen                  | Marta Dziadura Sylwia Czwojdzińska Paulina Boenisz |
| 3     | Deutschland            | Janine Kohlmann Lena Schöneborn Eva Trautmann      |

## Medaillenspiegel
| Platz | Land                   | Goldmedaille | Silbermedaille | Bronzemedaille |
| 1     | Deutschland            | 2            | 2              | 1              |
| 2     | Russland               | 1            | 1              | 1              |
| 3     | Ungarn                 | 1            | –              | 2              |
| 4     | Belarus                | 1            | –              | 1              |
| 5     | Vereinigtes Königreich | 1            | –              | –              |
| 6     | Volksrepublik China    | –            | 1              | –              |
| 6     | Polen                  | –            | 1              | –              |
| 6     | Tschechien             | –            | 1              | –              |
| 9     | Ägypten                | –            | –              | 1              |
| 9     | Litauen                | –            | –              | 1              |